# 마커스 토
마커스 토(영어: Marcus To, 1983년 10월 20일 ~ )는 캐나다의 만화가이다. DC 코믹스에서 일했다.

## 저작

### DC 코믹스
- 헌트리스
- 레드 로빈